# Katarina Ebba Horn af Åminne
Katarina Ebba Horn af Åminne, född 18 maj 1666, död 9 november 1736, var en svensk grevinna och hovfunktionär. Hon var överhovmästarinna vid det kungliga hovet 1717–1736.

## Biografi
Katarina Ebba Horns föräldrar var riksrådet och fältmarskalken friherre Bengt Horn af Åminne och friherrinnan Ingeborg Banér, en dotter till riksrådet Axel Banér. Hon gifte sig 7 januari 1708 med sin syssling, riksrådet friherre (greve) Axel Banér.
Katarina Ebba Horn fick en kröningsklänning av drottning Ulrika Eleonora, vilken hon sedan, tillsammans med mässhake, antependium, hov och handbok skänkte till Gottröra kyrka, där hon ligger begravd med sina föräldrar och sin make i kopparkistor och murad grav.